# Зонта
Зонта (Zonta) — екстаординарний орган Венеційської республіки, група патриціїв, обраних виконувати певні функції разом з обраними в регулярний спосіб членами різних Рад республіки. Метою цього заходу було конституційне забезпечення захисту від зосередження влади в руках окремих осіб та розширення кола учасників при прийнятті рішень щодо важливих питань.
Термін є венеційським варіантом італійського терміна aggiunta («доповнення»). Метою інституції було запобігання корупції та автократичним тенденціям у керівних радах, таких як потужна Рада десяти , але, оскільки її члени зазвичай обиралися серед патриціїв, які не були обрані до жодної з цих рад, участь в Зонті було також «конституційною можливістю» для тих дворян, які бажали брати активну участь у венеційській політиці, але не отримали необхідної підтримки на виборах.
Створення Зонт було започатковано як тимчасова практика наприкінці XIII століття та починаючи з 1279 року щорічно поновлювалось декретом Великої ради рік. Вони ставали все більшими і якщо у 1373 році «сенаторів Зонти» (італ. pregadi de Zonta) було всього двадцять, у 1413 році їх кількість зросла до сорока, а в 1450 році, маючи шістдесят членів, вони фактично подвоїли регулярний корпус Сенату. Члени Зонти Венеційського сенату призначались сенаторами, термін повноважень яких добігав кінця. З указом від 29 вересня 1506 року Зонта Сенату нарешті стала регулярною та безстроковою.
Зонта існувала також для Ради десяти — спочатку в складі 20 осіб, після 1529 року кількість скорочено до 15, але точна кількість могла змінюватися. Зонти виконували також надзвичайні слідчі комісії, такі як комісія, утворена для розслідування змови дожа Марино Фальєро в 1355 році.